# Enrico Toccacelo

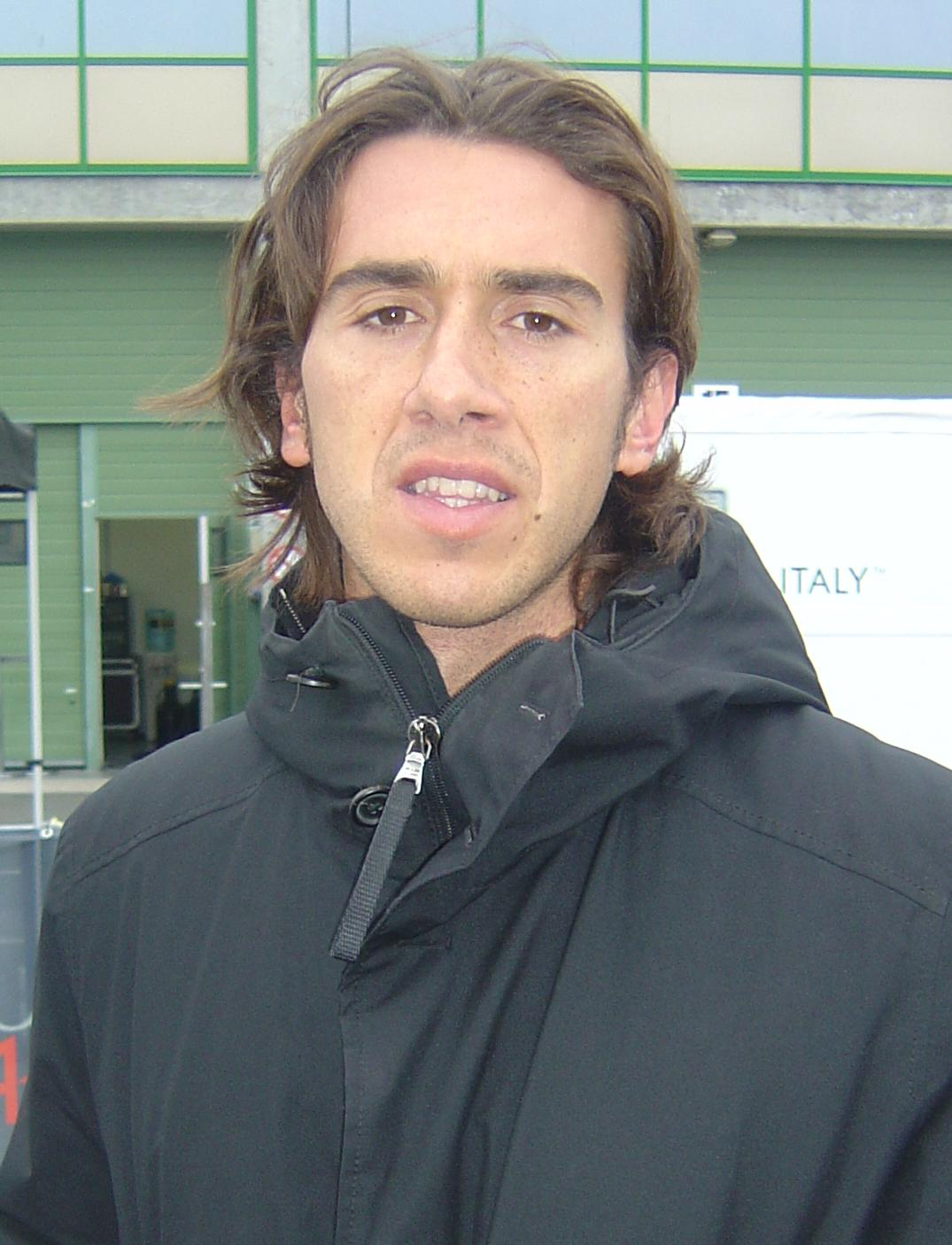
Enrico Toccacelo 2007

Enrico Toccacelo (* 14. Dezember 1978 in Rom) ist ein ehemaliger italienischer Autorennfahrer.

## Karriere
Mit neun Jahren begann Toccacelo seine Karriere im Kartsport. 1996 wechselte er zum Formelsport in die italienische Formel Campus, in der er auch ein Jahr später startete. Darauf folgten zwei Jahre in der italienischen Formel-3-Meisterschaft, 1998 wurde er Elfter, 1999 Dritter. 2000 startete Toccacelo in der deutschen Formel-3-Meisterschaft und erreichte den siebten Platz im Gesamtklassement.
Nachdem er zunächst in diversen Rennserien gestartet war, nahm Toccacelo an den letzten vier Rennen der Saison 2001 der Formel 3000 teil. Er wechselte als Teamkollege von Giorgio Pantano zum Team Astromega und wurde, ohne Punkte geholt zu haben, 30. in der Meisterschaft. 2002 wechselte Toccacelo zusammen mit Pantano zu Coloni F3000. Toccacelo konnte das Rennen in Budapest gewinnen und wurde Neunter in der Gesamtwertung. Auch 2003 startete Toccacelo in der Formel 3000. Er fuhr dieses Jahr für Super Nova Racing und konnte das Rennen auf dem Nürburgring gewinnen. Am Ende belegte er den sechsten Platz in der Gesamtwertung. Außerdem fuhr er zwei Rennen in der World Series by Nissan. 2004 startete Toccacelo im vierten Jahr in der Formel 3000 und gewann mit BCN Competición erneut das Rennen auf dem Nürburgring. Toccacelo sicherte sich dank sieben Podestplätzen in zehn Rennen den Vizemeistertitel hinter seinem Landsmann Vitantonio Liuzzi.
Nachdem die Formel 3000 eingestellt worden war und er in deren Nachfolgeserie GP2 kein Cockpit erhalten hatte, startete Toccacelo in der World Series by Renault, der ehemaligen World Series by Nissan. Nach der halben Saison wechselte Toccacelo als Testfahrer zum Formel-1-Rennstall Minardi. In der Gesamtwertung der World Series by Renault belegte er mit einem Sieg den zwölften Gesamtrang. 2006 startete er abermals in der World Series by Renault und nahm an sechs Rennen teil. Eine Podest-Platzierung blieb dem Italiener verwehrt und er belegte am Saisonende den 26. Platz in der Meisterschaft. 2007 nahm er an sechs Rennen der FIA-GT-Meisterschaft, die er auf dem 24. Gesamtrang beendete, teil. Außerdem trat er von 2005 bis 2008 zu insgesamt 40 Rennen der A1 Grand Prix an und entschied dabei ein Rennen für sich. 2008 nahm er an zehn Rennen der Superleague Formula teil. Sechs Rennen startete er für das Team des AS Rom und bei vier Rennen ging er für das Team von Borussia Dortmund an den Start. Seine beste Platzierung war ein zweiter Platz.
Seit 2009 ist Toccacelo in keiner Rennserie mehr an den Start gegangen.

## Statistik

### Karrierestationen
- 1988–1994: Kartsport
- 1996–1997: Italienische Formel Campus
- 1998: Italienische Formel-3-Meisterschaft (Platz 11)
- 1999: Italienische Formel-3-Meisterschaft (Platz 3)
- 2000: Deutsche Formel-3-Meisterschaft (Platz 7)
- 2001: Internationale Formel-3000-Meisterschaft (Platz 30)
- 2002: Internationale Formel-3000-Meisterschaft (Platz 9)
- 2003: Internationale Formel-3000-Meisterschaft (Platz 6)
- 2004: Internationale Formel-3000-Meisterschaft (Platz 2)
- 2005: World Series by Renault (Platz 12), Formel 1 (Testfahrer)
- 2005: Formel 1 (Testfahrer)
- 2006: World Series by Renault (Platz 26)
- 2007: FIA-GT-Meisterschaft (Platz 24)
- 2008: Superleague Formula